# Richard Mapuhi
Pas d'image ? Cliquez ici

a Compétitions nationales et continentales officielles uniquement.

Richard Mapuhi, né le 19 février 1963 à Afaahiti (Tahiti) et mort le 20 mai 2025 à Nay (Pyrénées-Atlantiques), est un joueur rugby à XV français et entraîneur de la sélection de Tahiti. Mapuhi évolue au poste de demi d'ouverture au sein de l'effectif de la Section paloise et du Valence sportif. À la fin de sa carrière, il est employé municipal de la ville de Pau et entraîne les clubs de l'Avenir de Bizanos et d'Idron. Richard Mapuhi est une figure emblématique du rugby polynésien et de la Section paloise. 

## Biographie

### Jeunesse
Richard Mapuhi nait à Afaahiti sur l'île de Tahiti le 19 février 1963. Unique enfant confié à l'adoption au sein d'une famille de dix enfants, Richard Mapuhi a développé très tôt un amour pour le sport. Il a commencé sa carrière en jouant au football en tant qu'attaquant à Paea, à Tahiti, avant de rejoindre le rugby à XV sur les conseils de son père, président du club local. Son talent exceptionnel n'est pas passé inaperçu, et il a été repéré par Pierre Villepreux et Robert Antonin, anciens directeurs techniques nationaux, qui l'ont recommandé aux dirigeants du club de Valence, ville où Mapuhi effectue son service militaire.

### Carrière
Richard Mapuhi fait ses débuts au sein du Valence sportif, club avec lequel il évolue entre 1981 et 1988 et devient rapidement un joueur incontournable. Durant cette période, alors que le club évolue en première division, il en est le buteur attitré. Il reste sept saisons à Valence et y acquiert une solide réputation, étant surnommé « Richard au pied d’or ».
Richard Mapuhi rejoint ensuite le Béarn en 1988 et parvient à s’imposer comme un élément essentiel de la Section paloise, club au sein duquel il évolue durant sept saisons de rang principalement au poste de demi d’ouverture, mais aussi parfois au centre. Il attribue une part importante de sa progression à l'entraîneur Nano Capdouze, qu’il crédite pour lui avoir accordé la confiance nécessaire à son épanouissement au plus haut niveau. 
Doté d’un style de jeu instinctif et d’une grande précision face aux perches, il se classe parmi les meilleurs buteurs du championnat de France à la fin des années 1980 et au début des années 1990.
Figure marquante du club béarnais, ce demi d’ouverture de génie et buteur hors-pair, dispute deux finales du Groupe B avec la Section, en 1989 au poste de premier centre face au Castres olympique, et en 1990 en tant que demi d’ouverture face au Stade montchaninois et demeure fidèle à la Section paloise jusqu’à la fin de sa carrière,. 
À la suite de l’arrivée de David Aucagne au sein de l’effectif en 1995, Mapuhi met un terme à sa carrière de joueur. Il se consacre ensuite à l’encadrement technique, en prenant la direction de la sélection de Tahiti, puis de l'AS Idron-Lée. 
Mapuhi, en dépit de sa condition physique parfois imparfaite sur le terrain, conserve une place spéciale dans le cœur des supporters de la Section pour ses fulgurances,. Il est parfois cité au même rang que des internationaux comme David Aucagne ou Antoine Hastoy dans la mémoire des fidèles du club. 

### Après-carrière
À l’issue de sa carrière de joueur, il prend part au développement du rugby en Polynésie française, en entraînant la sélection tahitienne. Il reste également actif dans la région paloise, en coachant les lignes arrières de l’AS Idron Lée. Parallèlement, il travaille pour la ville de Pau, notamment dans les espaces verts du complexe du Hameau.

## Style de jeu
Mapuhi est décrit comme un joueur brillant et fantasque, mais toujours inspiré sur le terrain. Doté d’une grande lecture du jeu, il est souvent désigné comme le véritable chef d’orchestre des lignes arrières paloises. Il est notamment encensé par ses anciens entraîneurs Tine Martinez et Nano Capdouze.

## Vie personnelle
Richard Mapuhi vivait en Béarn depuis la fin des années 1980. Il n’était pas marié et n’avait pas d’enfant, mais était très intégré dans la vie locale paloise. Il est décédé le 20 mai 2025 à l’âge de 62 ans, après avoir connu d’importants problèmes de santé à partir de 2022. Il résidait en Ehpad à Nay au moment de son décès. Très apprécié dans la région paloise, il était notamment proche de la communauté tahitienne en Béarn et participait aux fêtes de Nay avec son ami Pierre Triep-Capdeville.

## Palmarès
- Coupe de France Yves-du-Manoir:  1997